# Báňovice
Báňovice (en allemand : Banowitz) est une commune du district de Jindřichův Hradec, dans la région de Bohême-du-Sud, en République tchèque. Sa population s'élevait à 110 habitants en 2020.

## Géographie
Báňovice se trouve à 6 km à l'ouest de Jemnice (district de Třebíč), à 39 km au sud-est de Jindřichův Hradec, à 74 km à l'est de České Budějovice et à 141 km au sud-est de Prague.
La commune est limitée par Ostrojkovice, un quartier exclavé de la commune de Budíškovice au nord, par Pálovice à l'est, par Palenská, un quartier exclavé de la commune de Jemnice au sud, et par Staré Hobzí à l'ouest.

## Histoire
La première mention écrite du village date de 1327.

## Source
- (cs) Cet article est partiellement ou en totalité issu de l’article de Wikipédia en tchèque intitulé « Báňovice » (voir la liste des auteurs).